# Премія «Люм'єр» (2-га церемонія)
2-га церемонія вручення Премії Люм'єр французької Академії Люм'єр відбулася 13 січня 1997 у Парижі. Церемонії проходила під головуванням Філіппа Нуаре. Найбільшу кількість нагород (3) отримав фільм Насмішка — у номінаціях «Найкращий фільм», «Найкращий актор» та «Найкраща акторка».

## Переможці
| Нагорода                  | Переможець                                                    |
| ------------------------- | ------------------------------------------------------------- |
| Найкращий фільм           | Насмішка                                                      |
| Найкращий режисер         | Седрік Клапіш — Сімейна атмосфера                             |
| Найкращий актор           | Шарль Берлен — Насмішка                                       |
| Найкраща акторка          | Фанні Ардан — Насмішка                                        |
| Найкращий сценарій        | Сімейна атмосфера — Седрік Клапіш, Жан-П'єр Бакрі, Аньєс Жауї |
| Найкращий іноземний фільм | Листоноша                                                     |